# Habenaria malacophylla
Espèce
Synonymes
- Habenaria holstii Kraenzl.[1]
- Habenaria malacophylla var. malacophylla[1]
- Habenaria polyantha Kraenzl.[1]

Habenaria malacophylla est une espèce de plantes de la famille des Orchidées et du genre Habenaria, présente dans plusieurs pays d'Afrique tropicale.

## Liste des variétés
Selon Catalogue of Life (23 décembre 2018) :
- variété Habenaria malacophylla var. malacophylla
- variété Habenaria malacophylla var. shabaensis

Selon Tropicos (23 décembre 2018) (Attention liste brute contenant possiblement des synonymes) :
- variété Habenaria malacophylla var. malacophylla
- variété Habenaria malacophylla var. shabaensis Geerinck